# Sclerotiniaceae
Sclerotiniaceae es una familia de hongos del orden Helotiales.

## Géneros
- Asterocalyx
- Botryotinia
- Ciboria
- Ciborinia
- Coprotinia
- Cudoniopsis
- Dicephalospora
- Dumontinia
- Elliottinia
- Encoelia
- Grovesinia
- Kohninia
- Lambertellinia
- Martininia
- Mitrula
- Mitrulinia
- Monilinia
- Moserella (lugar incierto)
- Myriosclerotinia
- Ovulinia
- Phaeosclerotinia
- Poculina
- Pseudociboria
- Pycnopeziza
- Redheadia
- Sclerocrana
- Sclerotinia
- Seaverinia
- Septotinia
- Streptotinia
- Stromatinia
- Torrendiella
- Valdensinia
- Zoellneria